# Dôme de l'Ascension

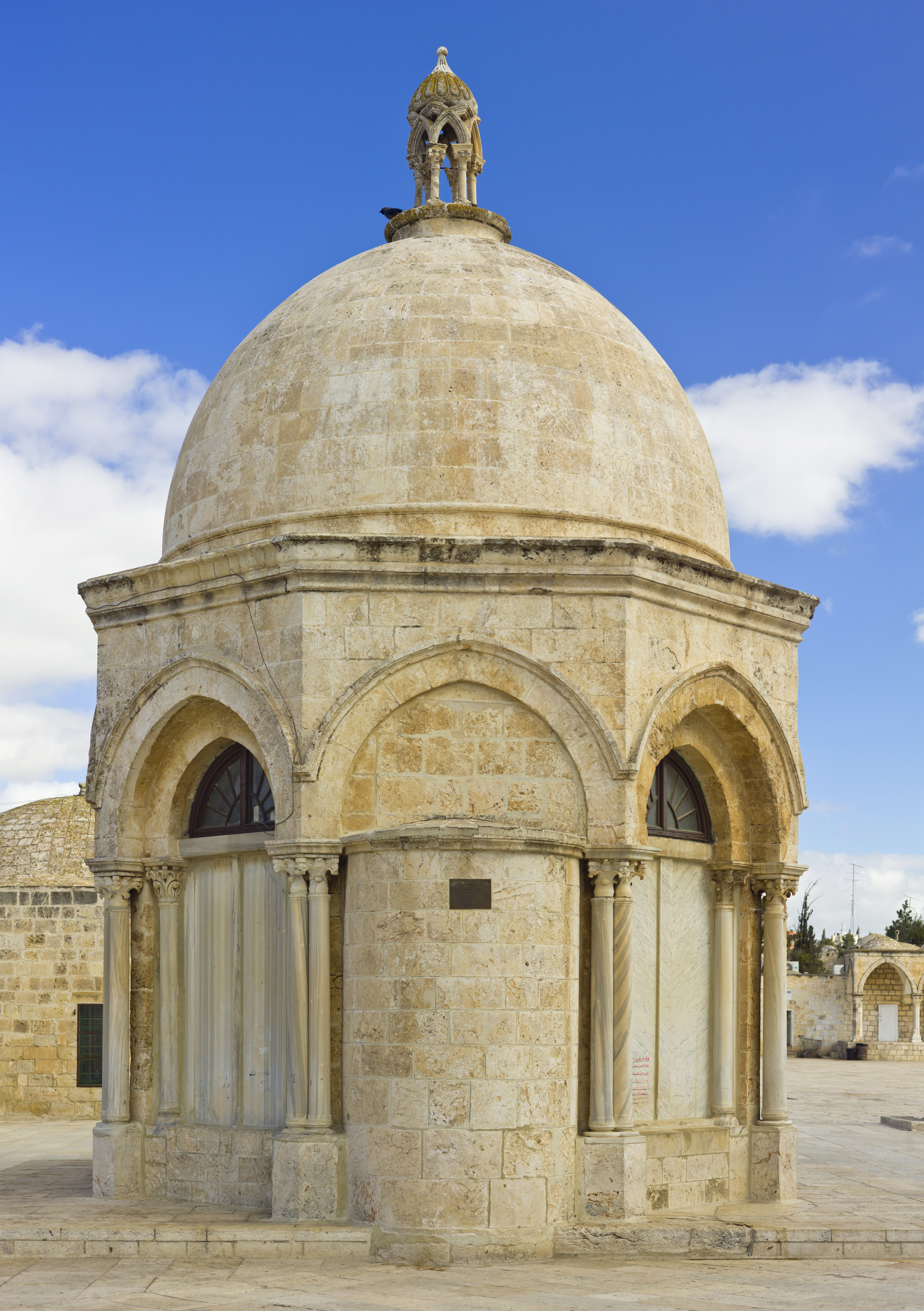
Dôme de l'Ascension

Le dôme de l'Ascension (arabe : قبة المعراج, translittération: Qubbat al-Miraj) est un petit dôme  commémorant l'ascension du prophète de l'Islam, Mahomet. Il est situé plein nord du dôme du Rocher sur le mont du Temple à Jérusalem.
On ne sait pas quand le dôme original a été construit, il serait soit omeyyade, soit abbasside, parce qu'il est mentionné par Ibn al-Faqih en 903 et par al-Muqaddasi en 985 comme étant l'un des « deux dômes mineurs », l'autre étant le dôme du Prophète. Toutefois, le dôme de l'Ascension, visible aujourd'hui, a été construit par le gouverneur ayyoubide de Jérusalem, Izz ad-Din az-Zanjili en 1200 avec des matériaux provenant de croisades.